# 황색 형광 단백질

FRET 경로

황색 형광 단백질(黃色螢光蛋白質, 영어: yellow fluorescent protein, YFP)은 2008년 노벨 화학상 수상자인 로저 첸에 의해 만들어졌다. 황색 형광 단백질은 녹색 형광 단백질(GFP)을 돌연변이시켜 만든다. 녹색 형광 단백질은 238개의 아미노산으로 구성된다. 그 중 203번째 아미노산인 트레오닌이 티로신으로 바뀌면 황색 형광 단백질이 만들어진다. 황색 형광 단백질은 녹색 파장 영역 대의 빛을 흡수하고 황색 파장 영역의 빛을 내보낸다. 이를 이용하여 표적 단백질이 황색을 띄게 할 수 있다.

## 같이 보기
- 녹색 형광 단백질